# Grupa Szturmowa Powstańców Zaolziańskich

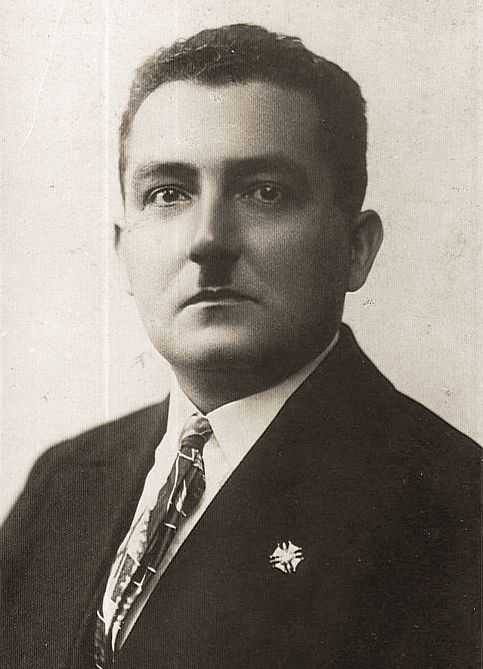
Walenty Fojkis, patron Grupy Szturmowej

Grupa Szturmowa Powstańców Zaolziańskich im. Pułkownika Walentego Fojkisa – została sformowana w Michałkowicach koło Siemianowic. Działała w 1938 roku niezależnie od Legionu Zaolziańskiego.

## Dowództwo
- d-ca por. Ryszard Zalewski
- adiutant: Wiktor Świeży
- d-cy oddziałów: Kazimierz Bobelak ps. Pstrąg
- d-cy „piątek”:
  - Zbigniew Bańkowski,
  - Walerian Goderski,
  - Bronisław Jagodziński,
  - Czesław Marchewka.